# Biskupice, Prostějov
Biskupice là một làng thuộc huyện Prostějov, vùng Olomoucký, Cộng hòa Séc.